# お笑いエスポワール号
『お笑いエスポワール号』（おわらいえすぽわーるごう）は、2023年6月22日よりTBS系列で放送されている特別番組。

## 概要
若手芸人が集められた施設で様々なゲームに挑戦し、優勝を目指す"お笑いデスゲームバラエティー"。
集められた施設マスターヒデ、マスターS、マスターKの3名が主催するゲームに参加したという設定で、参加芸人たちは囚人服を模した衣装を身に着ける。

## 放送リスト
| 回     | 放送日                      | ゲーム内容 | 参加芸人数 |
| ------ | --------------------------- | --- | ---------- |
| 第一弾 | 2023年6月22日 2023年6月29日 | - DEAD or ALIVE ショートコント - 即興ユニットコントバトル - 仲間割れタイマンルーレット - お笑いデスマッチリレー                                    | 50組100名  |
| 第二弾 | 2024年1月4日                | - 風船を取って手にしたお題で笑わせろ！ - 「通過カード」の入った宝箱を見つけ出せ！ - お題に沿った芸でタイマン対決 - 最後の1組まで潰し合うネタバトル | 32組64名   |

## 出演者

### 主催者
- 設楽統（バナナマン）- マスターS
- バカリズム - マスターヒデ
- 川島明（麒麟）- マスターK

### 第一回参加芸人
| コンビ名                | メンバー                                | 結果            | 備考                                     |
| ----------------------- | --------------------------------------- | --------------- | ---------------------------------------- |
| いぬ                    | 有馬徹 太田隆司                         | 3rdステージ敗退 |                                          |
| オキシジェン            | 田中知史 三好博道                       | 1stステージ敗退 |                                          |
| 怪奇!YesどんぐりRPG     | Yes!アキト どんぐりたけし サツマカワRPG | 3rdステージ敗退 |                                          |
| 蛙亭                    | イワクラ 中野周平                       | 1stステージ敗退 |                                          |
| カカロニ                | 栗谷 すがや                             | 1stステージ敗退 |                                          |
| カゲヤマ                | タバやん。 益田康平                     | 1stステージ敗退 |                                          |
| カナメストーン          | 東峰零士 山口誠                         | 1stステージ敗退 |                                          |
| 観音日和                | 工藤弘道 築山弘知                       | 1stステージ敗退 |                                          |
| きしたかの              | 岸大将 高野正成                         | 2ndステージ敗退 |                                          |
| きつね                  | 大津広次 淡路幸成                       | 1stステージ敗退 |                                          |
| 金魚番長                | 古市勇介 箕輪智征                       | 1stステージ敗退 |                                          |
| 金の国                  | 桃沢健輔 渡部おにぎり                   | 2ndステージ敗退 |                                          |
| くらげ                  | 杉昇 渡辺翔太                           | 1stステージ敗退 |                                          |
| クロコップ              | 荒木好之 しょうた                       | 1stステージ敗退 |                                          |
| 狛犬                    | 櫛野 坂口トラック                       | 1stステージ敗退 |                                          |
| サスペンダーズ          | 依藤たかゆき 古川彰悟                   | 3位             |                                          |
| ザ・マミィ              | 酒井貴士 林田洋平                       | 優勝            |                                          |
| ジェラードン            | アタック西本 かみちぃ                   | 2ndステージ敗退 | 海野裕二は不参加                         |
| ジグザグジギー          | 池田勝 宮沢聡                           | 1stステージ敗退 |                                          |
| しんや                  |                                         | 1stステージ敗退 |                                          |
| スタミナパン            | トシダタカヒデ 麻婆                     | 1stステージ敗退 |                                          |
| ストレッチーズ          | 高木貫太 福島敏貴                       | 1stステージ敗退 |                                          |
| セルライトスパ          | 大須賀健剛 肥後裕之                     | 2ndステージ敗退 |                                          |
| 戦慄のピーカブー        | いしはらあゆむ 渋木プロテインおやじ     | 1stステージ敗退 |                                          |
| そいつどいつ            | 市川刺身 松本竹馬                       | 1stステージ敗退 |                                          |
| チェリー大作戦          | 鎌田キテレツ 宗安                       | 2ndステージ敗退 |                                          |
| ちゃんぴおんず          | 大ちゃん 日本一おもしろい大崎           | 2ndステージ敗退 |                                          |
| THIS IS パン            | 岡下雅典 吉田結衣                       | 1stステージ敗退 |                                          |
| 東京ホテイソン          | ショーゴ たける                         | 3rdステージ敗退 |                                          |
| トム・ブラウン          | 布川ひろき みちお                       | 4位             |                                          |
| ナイチンゲールダンス    | 中野なかるてぃん ヤス                   | 1stステージ敗退 |                                          |
| 納言                    | 安部紀克 薄幸                           | 3rdステージ敗退 |                                          |
| ななまがり              | 初瀬悠太 森下直人                       | 準優勝          |                                          |
| ニッキューナナ          | こっちゃん選手 峯シンジ                 | 1stステージ敗退 |                                          |
| にゃんこスター          | アンゴラ村長 スーパー3助                | 1stステージ敗退 |                                          |
| ぱーてぃーちゃん        | 金子きょんちぃ すがちゃん最高No.1 信子  | 2ndステージ敗退 |                                          |
| 白桃ピーチよぴぴ        |                                         | 1stステージ敗退 |                                          |
| パンプキンポテトフライ  | 谷拓哉 山名大貴                         | 2ndステージ敗退 |                                          |
| ビスケットブラザーズ    | きん 原田泰雅                           | 2ndステージ敗退 |                                          |
| ひつじねいり            | 細田祥平 松村祥維                       | 1stステージ敗退 |                                          |
| ママタルト              | 大鶴肥満 檜原洋平                       | 2ndステージ敗退 |                                          |
| マルセイユ              | 津田康平 別府貴之                       | 1stステージ敗退 |                                          |
| ミスター大冒険。        | 井福一本道 りょうせい                   | 1stステージ敗退 |                                          |
| モリタク!＆河口こうへい | 河口こうへい モリタク!                  | 1stステージ敗退 | 公式サイトではユニットとして扱われている |
| 守谷日和                |                                         | 1stステージ敗退 |                                          |
| やさしいズ              | 佐伯元輝 タイ                           | 2ndステージ敗退 |                                          |
| 四千頭身                | 石橋遼大 後藤拓実 都築拓紀              | 1stステージ敗退 |                                          |
| ラパルフェ              | 尾身智志 都留拓也                       | 5位             |                                          |
| 令和ロマン              | 髙比良くるま 松井ケムリ                 | 2ndステージ敗退 |                                          |
| ロングコートダディ      | 兎 堂前透                               | 2ndステージ敗退 |                                          |

### 第二回参加芸人
| コンビ名               | メンバー                           | 結果   | 備考 |
| ---------------------- | ---------------------------------- | ------ | ---- |
| いぬ                   | 有馬徹 太田隆司                    |        |      |
| オダウエダ             | 植田紫帆 小田結希                  |        |      |
| カゲヤマ               | タバやん。 益田康平                |        |      |
| きしたかの             | 岸大将 高野正成                    |        |      |
| 金魚番長               | 古市勇介 箕輪智征                  |        |      |
| ケビンス               | 仁木恭平 山口コンボイ              |        |      |
| ザ・ギース             | 尾関高文 高佐一慈                  |        |      |
| サスペンダーズ         | 依藤たかゆき 古川彰悟              |        |      |
| さすらいラビー         | 宇野慎太郎 中田和伸                |        |      |
| さんだる               | 宗洸志 堀内将人                    |        |      |
| 三拍子                 | 久保孝真 高倉陵                    |        |      |
| Gパンパンダ            | 一平 星野光樹                      |        |      |
| シシガシラ             | 浜中英昌 脇田                      |        |      |
| 磁石                   | 佐々木優介 永沢たかし              |        |      |
| ジョイマン             | 池谷和志 高木晋哉                  |        |      |
| 素敵じゃないか         | 柏木成彦 吉野晋右                  |        |      |
| ゼンモンキー           | 荻野将太朗 むらまつ ヤザキ         | 準優勝 |      |
| ダンビラムーチョ       | 大原優一 原田フニャオ              |        |      |
| ナイチンゲールダンス   | 中野なかるてぃん ヤス              |        |      |
| ななまがり             | 初瀬悠太 森下直人                  | 優勝   |      |
| 軟水                   | 大川内聡 つるまる                  |        |      |
| 白桃ピーチよぴぴ       |                                    |        |      |
| 春とヒコーキ           | ぐんぴぃ 土岡哲朗                  |        |      |
| パンプキンポテトフライ | 谷拓哉 山名大貴                    |        |      |
| ひつじねいり           | 細田祥平 松村祥維                  |        |      |
| ファイヤーサンダー     | こてつ 﨑山祐                      |        |      |
| ヘンダーソン           | 子安裕樹 中村フー                  |        |      |
| ママタルト             | 大鶴肥満 檜原洋平                  |        |      |
| 守谷日和               |                                    |        |      |
| や団                   | 中嶋享 本間キッド ロングサイズ伊藤 |        |      |
| ラブレターズ           | 溜口佑太朗 塚本直毅                |        |      |
| ワラバランス           | 宮崎拓也 盛田シンプルイズベスト    |        |      |

## スタッフ
- 企画・総合演出：村居大輔
- 構成：清水雄平、野口翔五、高柳浩平、細川拓朗/中野俊成（第2回）
- ナレーション：赤荻歩（TBSアナウンサー）
- 天の声：渡部皆峻（TBSアナウンサー）
- TM：石毛雄己
- TD：小林孝至
- CAM：中澤宏
- AUD：村本達弥
- CA：白井颯太
- LT：ロション・ジョリアン
- ドローン：yumomin
- 美術プロデューサー：水野谷重謙
- 美術デザイナー：古賀福太郎
- 美術ディレクター：保田大介
- 装置：上田怜
- 特殊効果：勝大輔
- メイク：田中智子
- 編集：奈良貢
- MA：佐々木小都美
- 音効：阿部雄太
- OP映像：伊良皆貴大（EDP graphic works）、YusukeShinma、MasatakaWatanabe
- 技術協力：スウィッシュ・ジャパン、東京特殊効果、MJ
- 撮影協力：プレジャーフォレスト（第2回）
- 編成：柳沢光一郎
- 宣伝：筒井理恵、古永めぐみ
- 配信：石橋茉美
- デスク：柴崎芙美、平井直美
- AP：福井みゆ
- ロケコーディネーター：岩倉金太郎（DORADO PROMOTION）
- AD：辻健太、小島玖瑠実、森山太一
- ディレクター：及能貴之、亀崎裕介、佐々木泰知、上田健太、西村哲也／三宅孝司、清水萌加、村田諒
- 演出：柳信也
- プロデューサー：黄地久美子／内山大輔、吉田弓恵、橋本孔一
- チーフプロデューサー：小林弘典
- 制作協力：Gothic／吉本興業、ホリプロコム、マセキ芸能社
- 制作：TBSテレビコンテンツ制作局バラエティ制作二部
- 制作・著作：TBS